# شهرستان کوشنارنکوفسکی
شهرستان کوشنارنکوفسکی (به لاتین: Kushnarenkovsky District) یک شهرستان در روسیه است که در باشقیرستان واقع شده‌است.